# Гекеду
Гекеду (фр. Guéckédou) — місто на півдні Гвінеї, у провінції Нзерекоре.

## Географія
Розташовано поряд із кордоном зі Сьєрра-Леоне та Ліберією.

### Клімат
Місто знаходиться у зоні, котра характеризується мусонним кліматом. Найтепліший місяць — квітень із середньою температурою 26.3 °C (79.3 °F). Найхолодніший місяць — грудень, із середньою температурою 22.2 °С (72 °F).
| Клімат Гекеду           | Клімат Гекеду | Клімат Гекеду | Клімат Гекеду | Клімат Гекеду | Клімат Гекеду | Клімат Гекеду | Клімат Гекеду | Клімат Гекеду | Клімат Гекеду | Клімат Гекеду | Клімат Гекеду | Клімат Гекеду | Клімат Гекеду |
| Показник                | Січ.          | Лют.          | Бер.          | Квіт.         | Трав.         | Черв.         | Лип.          | Серп.         | Вер.          | Жовт.         | Лист.         | Груд.         | Рік           |
| Середня температура, °C | 22,6          | 24,4          | 25,7          | 26,3          | 25,9          | 25            | 24,3          | 24,3          | 24,6          | 24,4          | 23,8          | 22,2          | 24,5          |
| Норма опадів, мм        | 16.9          | 44.5          | 94            | 149.6         | 229.2         | 274.7         | 293.9         | 331           | 355.6         | 282.8         | 143.6         | 36.3          | 2252.1        |
| Днів з опадами          | 0,9           | 2             | 6,1           | 9,9           | 15,8          | 19,1          | 23            | 25,1          | 24            | 20,5          | 9,2           | 2,2           | 157,8         |
| Вологість повітря, %    | 64.6          | 63.4          | 66.4          | 72.8          | 77.7          | 81.2          | 83.6          | 81.9          | 81.4          | 80.1          | 78.4          | 71.3          | 75.2          |
| ----------------------- | ------------- | ------------- | ------------- | ------------- | ------------- | ------------- | ------------- | ------------- | ------------- | ------------- | ------------- | ------------- | ------------- |
| Джерело: Weatherbase    |               |               |               |               |               |               |               |               |               |               |               |               |               |

## Населення
За даними 2012 року населення міста становило 346 908 осіб; за даними перепису 1996 воно налічувало 79 140 осіб. Настільки значне збільшення чисельності населення пояснюється припливом біженців із сусідніх держав (переважно з Ліберії). Найпоширеніша мова — кісі.